# إدوارد جليسون
إدوارد جليسون (بالإنجليزية: Edward Gleason)‏ هو لاعب رماية أمريكي، ولد في 9 نوفمبر 1869 في هاينيس في الولايات المتحدة، وتوفي في 9 أبريل 1944.

## وصلات خارجية
- إدوارد جليسون على موقع الاتحاد الدولي (الإنجليزية)
- إدوارد جليسون على موقع اللجنة الأولمبية الدولية (الإنجليزية)
- إدوارد جليسون على موقع أوليمبيديا (الإنجليزية)